# کرخنگان
کُرخُنْگان، روستای دربخش ایثار شهرستان مروست در استان یزد ایران است. این شهر  مرکز بخش ایثار است.

## جغرافیایی طبیعی
روستای کرخنگان به عنوان یکی از روستاهای نمونه و هدف گردشگری استان یزد، همواره مورد توجه گردشگران و علاقه مندان صنعت گردشگری است. این روستا با داشتن آثار تاریخی و طبیعی ارزشمند چشم‌انداز زیبایی را برای بازدید کنندگان ازاین منطقه بکرفراهم کرده‌است.
کرخنگان از وجود دو مزرعه بزرگ به نام «کُر» و «خُنگان» در این منطقه حکایت دارد که هر دوی این مزرعه‌ها با برخورداری از چشم‌اندازهای زیبا در دل این منطقه خودنمایی می‌کنند. شغل اصلی مردم این روستا کشاورزی و دامداری است و گندم، جو، لوبیا،
عدس و گردو از مهم‌ترین محصولات زراعی و شیر، ماست، پنیر و کشک از مهم‌ترین محصولات دامی این منطقه محسوب می‌شوند.
مناطق زیبای گردشگری کُرخُنگان
عبارت اند از:
منتظقه تفرجگاهی کُر
چنار 2500 ساله کُر
استودان تاریخی دیوبُری
چشمه لای‌جُمعه
کوهستان و مزرعه تیّه
گردنه زازو
گردنه لای‌روغنی
غار لای‌تاریک
منطقه‌لای‌تاریک
غار بابازاهد
چنار جرمق‌اولیا
منطقه بیدپری
ماه‌جوقنی

## موقعیت جغرافیایی
این روستا به خاطر واقع شدن در محل تلاقی شهرستان‌های بوانات فارس و نزدیکی به شهرستان شهر بابک استان کرمان از لحاظ موقعیت جغرافیایی دارای اهمیت خاصی است. چنارهای کهن سال کر، جنگل‌های انبوه و تماشایی لایجمه، استودان صخره ای، غارهای طبیعی و درختان دیرزیست از آثار ارزشمند این روستا به‌شمار می‌آیند.
درخت چنار گرمه علیا (گرمه بالا) واقع در روستای کرخنگان شهرستان مروست به شماره ثبت ملی ۲۶۶ است و قدمت این اثر طبیعی به حدود ۷۰۰ تا ۷۵۰ سال قبل می‌رسد. این درخت تک پایه قطر یقه اش ۶۸۵ سانتی‌متر و تاج آن به‌طور کامل سالم بوده ولی تنه آن در اثر سن زیاد پوک و سوخته و منجر به خالی شدن آن شده‌است و ۲ متری زمین پیش رفته‌است.

## جمعیت
بر پایه سرشماری عمومی نفوس و مسکن در سال 1400، جمعیت این روستا برابر با 4500 نفر (803 خانوار) بوده‌است.